# Твенте (футбольний клуб)
«Тве́нте» (нід. FC Twente) — професіональний нідерландський футбольний клуб із міста Енсхеде. Виступає в нідерландській Ередивізі. Домашні матчі проводить на стадіоні «Гролс Весте», який вміщує 30 205 глядачів.
Здобув чемпіонство Нідерландів у сезоні 2009—2010, тричі вигравав кубок Нідерландів та двічі суперкубок. Також був фіналістом кубка УЄФА у 1974—1975 роках.

## Історія
Футбольний клуб «Твенте» виник 1 липня 1965 року в результаті злиття двох команд: «Спортивний клуб „Енсхеде“» та «Енсхеде Бойс».
Одним із найуспішніших в історії команди став сезон 1973—1974: друге місце в чемпіонаті, участь у Кубку УЄФА, де «Твенте» дійшов до фіналу. Шляхом до фіналу нідерландці здолали туринський «Ювентус», а в матчі за трофей програли з розгромним рахунком 1:5 «Боруссії» з Менхенгладбаху на своєму полі.
Після такого підйому команду очікував спад, і в середині 1980-х команда потрапляє до Другого дивізіону. У 1990-х наступає епоха відродження команди. З початком нового тисячоліття «Твенте» є одним із найсильніших клубів Нідерландів, хоча у 2006 році команда була на межі банкрутства. У сезоні 2008-09 команда посіла друге місце й виборола путівку до кваліфікаційного раунду Ліги чемпіонів, де в третьому раунді за забитими на виїзді м'ячами поступилася «Спортінгу».
У сезоні 2009—2010 команда вперше у своїй історії стала чемпіоном Нідерландів, оформивши своє чемпіонство в матчі проти «Бреди». Наступного сезону команда посіла друге місце, поступившись двома очками «Аяксу». У сезоні 2011—2012 стався спад — команда посіла лише шосте місце й у матчах за вихід до Ліги Європи поступилася «Валвейку» в першому ж раунді. Наступного сезону «Твенте» знову фінішувало шостим й у кваліфікації до Ліги Європи пройшли «Гронінген», але в фіналі програли «Утрехтові» й удруге поспіль залишилися без єврокубків. У сезоні 2013-14 команда стала третьою, після «Аякса» та «Феєнорда». У сезоні 2014—2015 брали участь у Лізі Європи, розпочинаючи з раунду плей-оф, але далі не пройшли, програвши за правилом голу, забитого на чужому полі «Карабаху». У внутрішньому чемпіонаті вони посіли 10-те місце. Сезон 2015—2016 видався ще гіршим — 13-те місце. Сезон 2019—2020 команда закінчила на 14-ту місці набравши 27 очок. Чемпіонат було перервано через пандемію COVID-19 після 26-го туру.

## Досягнення
- Чемпіонат Нідерландів
  - Переможець (1): 2010
  - Віце-чемпіон (3): 1974, 2009, 2011

- Кубок Нідерландів
  - Володар (3): 1977, 2001, 2011
  - Фіналіст (4): 1975, 1979, 2004, 2009

- Суперкубок Нідерландів
  - Володар (2): 2010, 2011

- Кубок УЄФА
  - Фіналіст (1): 1975
  - Півфіналіст (1): 1973

- Кубок Інтертото
  - Володар (1): 2006

## Склад команди
Станом на 13 липня 2025
| №  | Поз. | Нац.       | Гравець              |
| -- | ---- | ---------- | -------------------- |
| 1  | ВР   | Німеччина  | Ларс Уннершталль     |
| 2  | ЗХ   | Індонезія  | Мес Гілгерс          |
| 4  | ПЗ   | Норвегія   | Матіас К'єле         |
| 5  | ЗХ   | Нідерланди | Бас Кейперс          |
| 6  | ПЗ   | Нідерланди | Карел Ейтінг         |
| 7  | НП   | Нідерланди | Мітчелл ван Берген   |
| 8  | НП   | США        | Тейлор Бут           |
| 9  | НП   | Нідерланди | Рікі ван Волфсвінкел |
| 10 | НП   | Нідерланди | Сам Ламмерс          |
| 11 | НП   | Нідерланди | Дан Ротс             |
| 12 | ЗХ   | Португалія | Гільєрме Пейшоту     |
| 16 | ВР   | Марокко    | Іссам Ель-Маш        |
| 17 | ЗХ   | Бельгія    | Алек Ван Горенбек    |

| №  | Поз. | Нац.       | Гравець                     |
| -- | ---- | ---------- | --------------------------- |
| 18 | ПЗ   | Нідерланди | Мішел Влап                  |
| 19 | ПЗ   | Ісландія   | Крістіан Глінссон           |
| 20 | ПЗ   | Нідерланди | Томас ван ден Белт          |
| 22 | ВР   | Польща     | Пшемислав Титонь            |
| 23 | ПЗ   | Ізраїль    | Став Лемкін                 |
| 25 | НП   | Нідерланди | Лукас Веннегор оф Гесселінк |
| 28 | ЗХ   | Нідерланди | Барт ван Рой                |
| 30 | НП   | Туніс      | Сайфулла Лтаєф              |
| 32 | ПЗ   | Бельгія    | Арно Версхейрен             |
| 37 | НП   | Туреччина  | Наджі Унювар                |
| 38 | ЗХ   | Нідерланди | Макс Брюнс                  |
| 39 | ЗХ   | Нідерланди | Матс Ротс                   |
| 41 | ПЗ   | Нідерланди | Гейс Бесселінк              |